# الجيش البريطاني في حرب الاستقلال الأمريكية

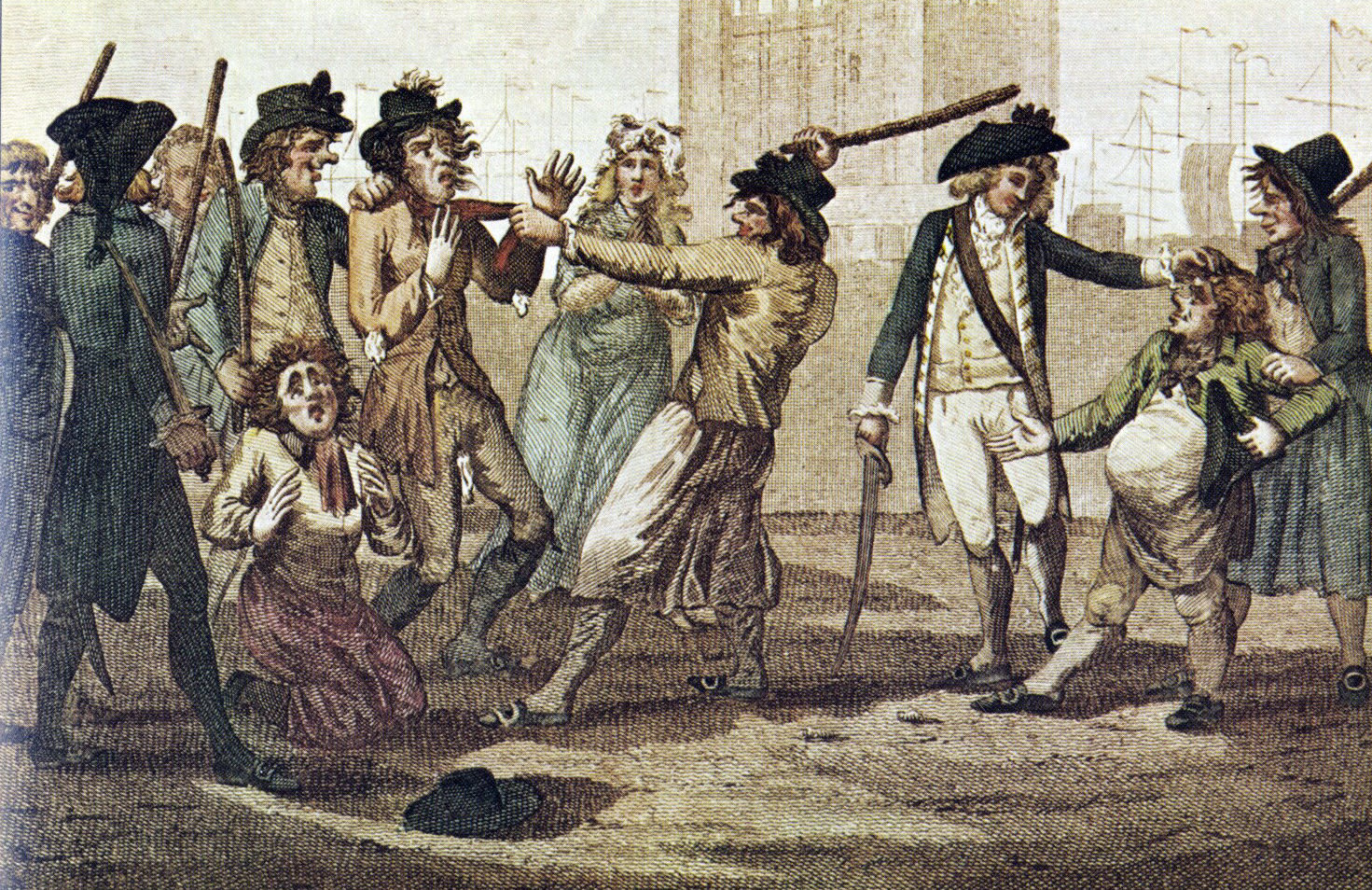
كاريكاتير يعود لعام 1780 يظهر حالة التجنيد الإجباري في الموانئ البريطانية.

شارك الجيش البريطاني في حرب الاستقلال الأمريكية بعدة حملات قتالية استمرت لثمان سنوات في العديد من الدول حول العالم. أدت الهزيمة في معركة يوركتاون، عام 1781، أمام قوة فرنسية أمريكية مشتركة، إلى خسارة المستعمرات الثلاث عشرة الواقعة شرق أمريكا الشمالية، وحال إبرام معاهدة باريس، في عام 1783، دون تحصيل بريطانيا للعديد من المكاسب التي حققتها خلال حرب السنوات السبع. مع ذلك، كانت الانتصارات التي حققها الجيش البريطاني في أماكن أخرى من العالم سببًا في بقاء جزء كبير من أراضي الإمبراطورية البريطانية على حاله.
في عام 1775، كان الجيش البريطاني مكونًا من مجموعة من المتطوعين، وكان يعاني من عدة مشاكل، تمثلت بقلة الإنفاق في أوقات السلم والتجنيد غير الفعال في العقد الذي أعقب حرب السنوات السبع، ما تركه متصدع البنيان مع اندلاع الحرب في أمريكا الشمالية. ابتداءً من عام 1776، وفي محاولة منها لتحسين حالة الجيش، استعانت الحكومة البريطانية في حملاتها العسكرية، بوحدات من قوات النجدة الألمانية، مع وحدات من الجيش النظامي. انتشرت ظاهرة التجنيد الإجباري بشكل محدود في كل من إنجلترا واسكتلندا في عام 1778 لتعزيز قوات الجيش، إلا أنها لم تحظَ بشعبية كبيرة، وحُظرت مرة أخرى في عام 1780.
تسبب شعور الإنهاك الذي انتشر بين صفوف المقاتلين، إضافة إلى فشل سلاح البحرية الملكية في هزيمة البحرية الفرنسية، وانسحاب غالبية القوات البريطانية في عام 1778 من أمريكا الشمالية، بهزيمة الجيش البريطاني في نهاية المطاف. تمكنت المعارضة اليمينية من الحصول على غالبية المقاعد في البرلمان البريطاني بعد استسلام جيش كورنواليس في معركة يوركتاون، وانتهت بعدها العمليات الهجومية البريطانية في أمريكا الشمالية.

## البنية والتوظيف
تكبدت بريطانيا، خلال حرب السنوات السبع، ديونًا وطنية كبيرة، وزادت خلال نفس الفترة قوة المؤسسات العسكرية بشكل غير مسبوق. مع تحقيق السلام في عام 1763، تراجع الاهتمام بالجيش البريطاني بشكل كبير، وتراجع معه عدد المنتسبين للمؤسسة العسكرية إلى ما دون 11 ألف رجل، إضافة إلى 10 آلاف آخرين ضمن المؤسسة العسكرية الأيرلندية، و10 آلاف في المستعمرات. وكان عدد أفواج المشاة المتمركزة في بريطانيا العظمى 20 فوج، يزيد مجموع أفرادها عن 11000 رجل بقليل، فيما تمركز 21 فوج في أيرلندا، و18 فوج في الأمريكيتين، و7 أفواج في جبل طارق. كان بإمكان الجيش البريطاني استدعاء 16 فوجًا من سلاح الفرسان بمجموع 6869 رجل، إضافة إلى 2712 رجل من سلاح المدفعية، وبذلك زاد إجمالي عدد الأفراد في الجيش البريطاني عن 45000 رجل، باستثناء سلاح المدفعية. رأت الحكومة البريطانية أن هذا العدد غير كاف لكبح التمرد في الأمريكيتين، والدفاع في نفس الوقت عن بقية أراضيها. لذلك، حاولت الحكومة البريطانية إقامة مفاوضات مع الولايات الألمانية (خصوصًا هسن كاسل، وبرونزفيك) للاستعانة ب 18 ألف عسكري (تمركز نصفهم في الثكنات العسكرية، وأُرسلت مقابلهم وحدات بريطانية إلى المسارح الحربية الأخرى). تمكنت الحكومة البريطانية، من خلال هذا الإجراء، من رفع إجمالي القوة العسكرية البريطانية إلى 55 ألف رجل تقريبًا.
عانى البرلمان البريطاني، في تلك الفترة أيضًا، من صعوبات في تأمين القوة البشرية الكافية، ووصل إلى نتيجة مفادها أنه من المستحيل ملء جميع الشواغر في الجيش. لم تكن مهنة العسكري مرغوبة على الإطلاق، وكان تدني الأجور سببًا رئيسيًا في ذلك؛ لم يتجاوز راتب جندي المشاة الخاص ثمانية بنسات في اليوم الواحد، وهو نفس الراتب الذي كان يتقاضاه الجندي في الجيش النموذجي الجديد قبل تلك الفترة ب 130 عامًا. لم يكن معدل الأجور كافيًا لمواجهة ارتفاع تكاليف المعيشة، الأمر الذي تسبب بتراجع عدد الملتحقين بالخدمة العسكرية التي كان تستمر طوال حياة الملتحقين بها.
بهدف جذب متطوعين في الجيش، عرض البرلمان البريطاني مكافأة قدرها 1.1 جنيه إسترليني لكل من يلتحق بالخدمة العسكرية. تزايدت حاجة بريطانيا للقوة البشرية في جيشها مع استمرار الحرب، فعرضت الحكومة البريطانية على المجرمين خيار الالتحاق بالخدمة العسكرية مقابل تعليق عقوباتهم القانونية، كما أصدرت قرارًا بالعفو عن الفارين من الخدمة العسكرية في حال عادوا إلى وحداتهم.
كان التجنيد الإجباري، الذي تمثل بسحب «كتيبة التجنيد» للرجال وإجبارهم على الالتحاق بالخدمة العسكرية، وسيلة التجنيد المفضلة، مع أنها لم تكن تحظى بأي شعبية لدى العوام، ما دفع الكثيرين من البريطانيين للالتحاق بالميليشيات المحلية هربًا من الالتحاق بالخدمة النظامية. بُذلت بعدها العديد من المحاولات لسن تشريعات خاصة بالتجنيد الإجباري، الأمر الذي أثار استياء قادة الميليشيات. كثيرًا ما تسبب التنافس بين كتائب التجنيد وقوات البحرية بوقوع مشاجرات بين الكتائب المختلفة من الجيش لسحب المجند الجديد إلى صفوفها وبالتالي تأمينها. انتشرت، في تلك الفترة الزمنية، عادة تشويه الرجال لأجسامهم بطريقة أو بأخرى لتجنب سحبهم إلى الخدمة العسكرية الإلزامية من قبل كتيبة التجنيد، بينما هجر العديد منهم البلاد عند أول فرصة سنحت لهم ذلك. لم يكن قادة الجيش البريطاني يأمنون جانب المجندين تجنيدًا إجباريًا، فأجبروهم على أداء مهامهم العسكرية في حاميات عسكرية بعيدة، كجبل طارق أو جزر الهند الغربية، لتقليل احتمال تمكنهم من الهروب من الخدمة العسكرية.
بعد أن منيت بريطانيا بالهزيمة في معارك ساراتوجا عام 1777، وبعد اندلاع عداوات بريطانية مع كل من فرنسا وإسبانيا، اعتُبرت إجراءات التجنيد الإجباري القائمة حينها غير كافية. ازداد عديد الجيش النظامي من 48 ألف جندي إلى 121 ألفًا. في عام 1778، تبنى الجيش البريطاني بعض إجراءات التجنيد غير التقليدية لزيادة قوته، وأنشئ نظام اشتراك خاص. أُنشأت المدن الصغيرة، بالتعاون مع النبلاء، 12 فوجًا جديدًا، بمجموع أفراد يتجاوز 15 ألف رجل. أصدرت الحكومة البريطانية، في نفس العام، أول قانوني تجنيد يسمحان بنوع معين من التجنيد الإجباري في بعض مناطق إنجلترا وإسكتلندا ووفقًا لشروط صارمة. لم يحظَ أي من القانونين بقبول شعبي، وأُلغيا معًا في شهر مايو من عام 1780، وتوقفت بذلك عمليات التجنيد الإجباري في الجيش البريطاني بشكل دائم. قدمت قوانين التجنيد لعامي 1778 و1779 حوافز أكبر للانضمام الطوعي إلى الجيش النظامي، بما في ذلك تخصيص مكافأة قدرها 3 جنيهات استرلينية لكل من يلتحق بالجيش النظامي، وإعطائه الحق بالتسريح بعد ثلاث سنوات من الخدمة في حال انتهاء الحرب. ظهرت الآلاف من الميليشيات التطوعية للدفاع عن الوطن في كل من أيرلندا وإنجلترا، وأرسل أكثر أفرادها كفاءة للالتحاق بالجيش النظامي، وأطلقت الحكومة البريطانية سراح المجرمين والمدينين من السجن بشرط انضمامهم للجيش، فظهرت ثلاثة أفواج جديدة بالكامل في الجيش البريطاني.
في شهر نوفمبر 1778، كان الجيش البريطاني مكونًا من 121 ألف رجل بينهم 24 ألف أجنبي، فيما وصل عدد الملتحقين بالميليشيات إلى 40 ألف مسلح. ارتفع هذا العدد في العام التالي إلى 104 ألف رجل في المؤسسة العسكرية البريطانية، و23 ألفًا في المؤسسة العسكرية الأيرلندية إضافة إلى 25 ألف عسكري أجنبي، و42 ألف مسلح ضمن صفوف الميليشيات، وتجاوز إجمالي عدد الأفراد المنتمين للجيش البريطاني 149 ألف رجل.